# Saint-Jean-d'Eyraud

Saint-Jean-d'Eyraud este o comună în departamentul Dordogne din sud-vestul Franței. În 2009 avea o populație de 192 de locuitori.

## Evoluția populației
| An        | 1975 | 1982 | 1990 | 1999 | 2006 | 2009 |
| --------- | ---- | ---- | ---- | ---- | ---- | ---- |
| Populație | 192  | 160  | 166  | 185  | 194  | 192  |